# Francesco Tosi Colombina
Francesco Tosi Colombina, também grafado como Francisco Torres Colombinase, Francisco Tossi Colombina ou simplesmente Tossi Colombina (Gênova, 1701 - ) foi um engenheiro militar, cartógrafo e geógrafo genovês a serviço da Coroa Portuguesa.
No contexto da negociação do Tratado de Madri (1750), Colombina foi autor de diversos mapas que registraram a ocupação do atualmente denominado Planalto Central, área pertencente à Espanha e então ocupada pelos Portugueses, em desrespeito aos termos do Tratado de Tordesilhas (1494).

## Biografia
Nasceu em Gênova, Itália, em 1701. Tinha boa relação com as renomadas famílias Trivulzi e Sforza, o que colaborou centralmente para a sua futura ascensão social. Antes de sua chegada à América portuguesa, atuou na Guarda Real da Prússia, como tenente, e combateu em duas campanhas militares na Itália, como subtenente; bem como, lecionou Geografia na Academia Militar da Corte. 

### Atuação na América Portuguesa

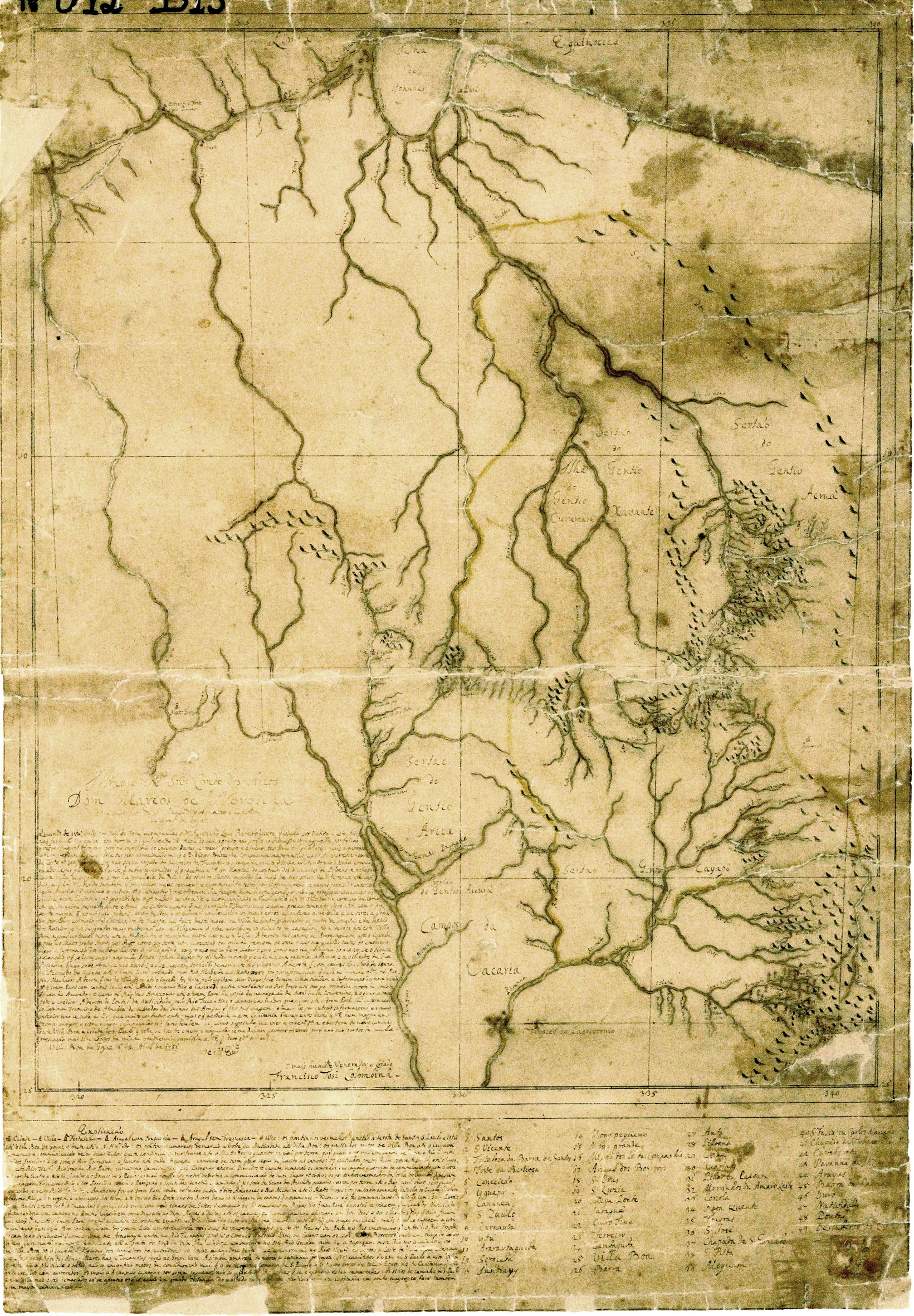
Mapa Geral dos Limites da Capitania de Goiás (1751), de Francesco Tosi Colombina

Contratado pelo secretário de Estado de D. José I, Sebastião José de Carvalho e Melo, e a serviço do primeiro governador de Goiás, Dom Marcos de Noronha, Tosi Colombina veio para o Brasil em 1743, onde ficou até 1756, como oficial engenheiro militar, geógrafo, cartógrafo e projetista de estradas. Nesse decênio, dirigiu a expedição que marcou a descoberta portuguesa do rio Tibagi e da Serra de Apucarana, no Paraná. Posteriormente, em 1749, acompanhou o quarto Ouvidor da Capitania de Goiás, Agostinho Luís Ribeiro Vieira, em sua viagem que partiu do interior de São Paulo até Vila Boa de Goiás.
Vinculou-se estreitamente à região do Tocantins e Goiás, onde, em 1750, montado em lombo de mula como era costumeiro na época, percorreu a região até Natividade, levantando a "Carta da Capitania de Goiás e Mato Grosso", remetida ao Governador e Capitão-general da capitania de Goiás, D. Marcos José de Noronha e Brito, conde dos Arcos, futuro vice-rei do Estado do Brasil. No mesmo ano, elaborou ainda o "Mapa Geral dos Limites da Capitania de Goiás", importante carta cartográfica que marca os limites entre Mato Grosso, Goiás, Pará, Maranhão, Pernambuco e as capitanias do Sul, bem como retrata o epicentro das nascentes dos maiores sistemas hidrográficos brasileiros.
Com base nessa experiência, recebeu licença para explorar, por dez anos, um "Caminho Novo" a ser aberta de São Paulo às minas de Cuiabá:
"Francisco Tossi Colombina e outros propuseram abrir por esse tempo uma estrada de carros de São Paulo para Cuiabá, passando pela Capital de Goiás, e requereram a concessão do privilégio do seu rendimento por espaço de dez anos, e uma sesmaria de três em três léguas em toda a extensão da projetada via de comunicação. Foi esta pretensão deferida por provisão de 06.12.1750 (…). O privilégio caducou, por nunca terem os empresários podido organizar a companhia que se devia encarregar desses trabalhos."
Desse período, com data de 1751, deixou três plantas urbanas e desenhos das fachadas das construções do centro histórico de Vila Boa:
- o Largo do Rosário, incluindo a Residência do General e a Igreja da Lapa;
- a Praça do Jardim, incluindo a Rua Direita e a Igreja do Rosário;
- o centro da cidade, mostrando o Rio Vermelho e no fundo a Serra Dourada.

Alguns estudos apontam que, também nesta mesma época, Colombina teria sido pioneiro no conceito de interiorização da capital do Estado do Brasil, embora inexistam informações detalhadas que ratifiquem essa afirmativa. Certo é que, em fins de 1753, Tosi Colombina é nomeado por D. José I para comandar a expedição de exploração do sertão do Tibagí. Maiores detalhes acerca desse serviço foram expressos por meio de um aviso expedido pelo secretário do estado, Diogo Mendonça de Corte Real, ao governador do Rio de Janeiro, Gomes Freire de Andrade, cujo conteúdo deixa explícito: primeiro, as razões por trás da escolha de Tosi Colombina para o comando da expedição, que derivam de seu conhecimento geográfico, bem como de outras qualidades; e segundo, o objetivo daquela expedição, que seria de promover determinadas mudanças em aldeias indígenas naquela região.

### Retorno a Portugal
Retornou a Portugal onde, em 5 de Abril de 1756, recebeu patente para a construção do porto do Funchal, na Ilha da Madeira. Tomou posse dessa patente em 6 de Maio do mesmo ano, tendo as obras sido iniciadas em início ou meado do ano seguinte. Nessas atividades, sobretudo na construção do Forte de São José, foi auxiliado pelo Capitão de Engenheiros Domingos Rodrigues Moniz, que o sucederia, nomeado como "Mestre das Obras Reais na Ilha da Madeira" em 1 de Janeiro de 1760. Colombina foi afastado das obras sob a suspeita de desvio nos dinheiros da muralha do porto, tendo de imediato sido aproveitado pelo ex-governador e Capitão-general da Madeira, Manuel de Saldanha de Albuquerque e Castro, 1º Conde de Ega, recém-nomeado como Vice-rei do Estado Português da Índia.